# Poursuite contre le Vatican et l'ordre franciscain
 (juin 2019).
Si vous disposez d'ouvrages ou d'articles de référence ou si vous connaissez des sites web de qualité traitant du thème abordé ici, merci de compléter l'article en donnant les références utiles à sa vérifiabilité et en les liant à la section « Notes et références ».
 (juin 2017).
La poursuite contre le Vatican et l'ordre franciscain fut déposée par les avocats Tom Easton et Dr. Jonathan H. Levy à San Francisco en Californie le 15 novembre 1999. Les plaignants sont des rescapés Serbes, Juifs, Roms et Ukrainiens des camps de concentration. Ils exigent la restitution d'un compte du trésor oustachi qui, selon le district des États-Unis, fut illégalement transporté au Vatican, à l'ordre franciscain et à d'autres banques après la fin de la Seconde Guerre mondiale, sous l'ordre lointain des arbitres du régime oustachi en exil et des fonds du méconnu réseau d'infiltration nazi du Vatican. Les défendeurs incluent couramment la banque vaticane et l'ordre franciscain, accusés de dissimulation des pillages par les nazis croates des victimes des camps de concentration entre 1941 et 1945. La poursuite contre la banque vaticane fut démise par la cour de justice du district des États-Unis le 7 avril 2008 et a fait appel. La poursuite contre l'ordre franciscain s'est terminée en août 2008.

## Référence
- (en) Cet article est partiellement ou en totalité issu de l’article de Wikipédia en anglais intitulé « Alperin v. Vatican Bank » (voir la liste des auteurs).